# Nora Roberts
Nora Roberts, all'anagrafe Eleanor Marie Robertson (Silver Spring, 10 ottobre 1950), è una scrittrice statunitense, autrice di più di 150 romanzi rosa a sfondo thriller.
È stata la prima autrice ad essere inserita nella Romance Writers of America Hall of Fame. Ha scritto anche molte opere con gli pseudonimi di J.D. Robb, Sarah Hardesty e Jill March. Fino al 2011, i suoi romanzi erano già apparsi per ben 861 settimane nella lista dei bestseller del New York Times. All'inizio degli anni 2000, oltre 400 milioni di copie dei suoi libri sono in stampa, di cui 12 milioni di copie vendute nel solo anno 2005. I suoi romanzi sono stati pubblicati in oltre 25 lingue.

## Biografia
La più giovane di cinque figli, la Roberts è di discendenza irlandese da parte di entrambi i genitori.
I membri della sua famiglia sono sempre stati accaniti lettori per cui i libri sono stati importanti nella vita della scrittrice.
La Roberts frequentò inizialmente una scuola cattolica dove le monache le insegnarono l'importanza della disciplina. Nel corso del suo secondo anno di liceo, si trasferì ad una scuola pubblica, la Montgomery Blair High School, dove incontrò il primo marito, Ronald Aufem-Brinke. Si sposarono, contrariamente al volere dei genitori nel 1968, subito dopo aver conseguito il diploma. La coppia si trasferì a Keedysville, nel Maryland, e il marito della scrittrice lavorò presso l'ufficio del padre mentre la Roberts trascorse gran parte del suo tempo producendo lavori di artigianato, tra cui ceramiche e vestiti per i due figli. Il matrimonio si concluse con un divorzio.
La Roberts incontrò il secondo marito, Bruce Wilder, un falegname, quando l'assunse per costruire una libreria. Si sposarono nel luglio 1985. Il marito possiede e gestisce una libreria in Boonsboro. Nora ha sempre ritenuto che perseguire una carriera di scrittore richieda disciplina; è abituata a concentrarsi su un romanzo alla volta, scrivendo anche otto ore al giorno, ogni giorno, anche se in vacanza. Invece di iniziare un'opera partendo dal riassunto della trama, la Roberts comincia abbozzando un episodio chiave, un personaggio o un'ambientazione da cui elabora un breve progetto con i soli elementi essenziali, per poi risalire all'inizio del romanzo. La seconda stesura di solito vede l'aggiunta dei dettagli, la "trama e il colore" dei lavori, così come un più approfondito studio dei personaggi. Infine, redige la stesura definitiva in cui rifinisce il romanzo prima di inviarlo al suo agente polacco, Amy Berkower. Spesso la Roberts scrive trilogie, in cui in tre libri consecutivi racconta le vicende di un unico gruppo di personaggi. Roberts fa molte ricerche su internet per supportare il suo lavoro, dato che ha una vera e propria avversione per gli aerei. La maggior parte dei suoi romanzi è ambientata ad Ardmore, contea di Waterford. Ha scritto più di 150 romanzi, per lo più di romanticismo, fantasy o suspense. Ha vinto numerosi riconoscimenti. Nel 1997 ha intentato una causa di plagio alla collega connazionale Janet Dailey, che ha ammesso la colpa.

## Premi letterari
- Nel 1983 vince il Premio RITA come Miglior Contemporaneo Romantico Sensuale: con The Heart's Victory.
- Nel 1984 vince il Premio RITA come Miglior Contemporaneo 65-80.000 parole: con This Magic Moment.
- Nel 1994 vince il Premio RITA come Miglior contemporaneo dal titolo singolo (Romantico): con Private Scandals.
- Nel 1996 vince il Premio RITA come Miglior contemporaneo dal titolo singolo (Romantico): con Born in Ice.
- Nel 1996 vince il Premio RITA come Miglior Romanzo Romantico con Born in Ice.
- Nel 2004 vince il Premio RITA come Miglior contemporaneo dal titolo singolo (Romantico): con Birthright.
- Nel 2009 vince il Premio RITA come Miglior romanzo con forti elementi romantici con Tribute.

## Film tv
Diversi romanzi di Nora Roberts sono stati adattati per la televisione:
- Nora Roberts' Sanctuary (Sanctuary), diretto nel 2001 da Katt Shea e interpretato da Melissa Gilbert, Costas Mandylor, Leslie Hope e Kathy Baker. Trasmesso in Italia in prima tv il 19 settembre 2006 da Rai 2.
- Nora Roberts - Montana Sky (Montana Sky), diretto nel 2007 da Mike Robe e interpretato da John Corbett e Ashley Williams. Trasmesso in Italia in prima tv il 1º giugno 2008 da Rai 2.
- Nora Roberts - Carolina Moon (Carolina Moon), diretto nel 2007 da Stephen Tolkin e interpretato da Jacqueline Bisset, Claire Forlani e Oliver Hudson. Trasmesso in Italia in prima tv il 7 giugno 2008 da Rai 2.
- Nora Roberts - Blue Smoke (Blue Smoke), diretto nel 2007 da David Carson e interpretato da Scott Bakula, Matthew Settle, Alicia Witt e Talia Shire. Trasmesso in Italia in prima tv l'8 giugno 2008 da Rai 2.
- Nora Roberts - Il mistero del lago (Angels Fall), diretto nel 2007 da Ralph Hemecker e interpretato da Heather Locklear e Johnathon Schaech. Trasmesso in Italia in prima tv il 14 giugno 2008 da Rai 2.
- Nora Roberts - Luci d'inverno (Nora Roberts - Northern Lights)[3], diretto nel 2009 da Mike Robe e interpretato da LeAnn Rimes, Eddie Cibrian, Greg Lawson e Rosanna Arquette. Trasmesso in Italia il 30 maggio 2010 da Rai 2.
- Nora Roberts - Un dono prezioso (Tribute), diretto nel 2009 da Martha Coolidge e interpretato da Brittany Murphy, Jason Lewis e Christian Oliver. Trasmesso in Italia il 6 giugno 2010 da Rai 2.
- Nora Roberts - La palude della morte (Midnight Bayou), diretto nel 2009 da Ralph Hemecker e interpretato da Jerry O'Connell, Lauren Stamile, Faye Dunaway, Isabella Hofmann e Alan Ritchson. Trasmesso in Italia il 16 giugno 2010 da Rai 2.
- Nora Roberts - Due vite in gioco (High Noon), diretto nel 2009 da Peter Markle e interpretato da Emilie de Ravin, Ivan Sergei, Brian Markinson e Ty Olsson. Trasmesso in Italia il 23 giugno 2010 da Rai 2.
- Nora Roberts - L'estate dei misteri (Carnal Innocence), diretto nel 2011 da Peter Markle e interpretato da Gabrielle Anwar, Colin Egglesfield, Pancho Demmings, Andrew W. Walker, Jud Tylor, Jennifer Taylor, Drew James, Antonio D. Charity, Kym Jackson e Ed Lauter. Trasmesso in Italia in prima tv il 12 gennaio 2013 da Rai 2.
- Brazen (Brazen) diretto nel 2021 da Monika Mitchell e interpretato da Alissa Milano, Sam Page, Colleen Wheeler, Emilie Ullerup, Lossen Chambers. Tratto dal romanzo "Il desiderio corre sul filo" (Brazen virtue). Disponibile in Italia dal 13 gennaio 2022 sulla piattaforma Netflix.